# Šumanovci
Šumanovci is een plaats in de gemeente Kutjevo in de Kroatische provincie Požega-Slavonië. De plaats telt 164 inwoners (2001).